# 建中寺徳興殿
建中寺徳興殿（けんちゅうじとっこうでん）は、愛知県名古屋市東区筒井1丁目703-1 建中寺境内にある建築物。旧名古屋商業会議所本館（きゅうなごやしょうぎょうかいぎしょほんかん）とも呼ばれる。
1896年（明治29年）に名古屋商業会議所本館として建てられ、1934年（昭和9年）に建中寺境内に移築された。2000年（平成12年）に登録有形文化財に登録された。名古屋市街地に建つ木造建築としては最大級である。

## 歴史

### 商業会議所としての竣工

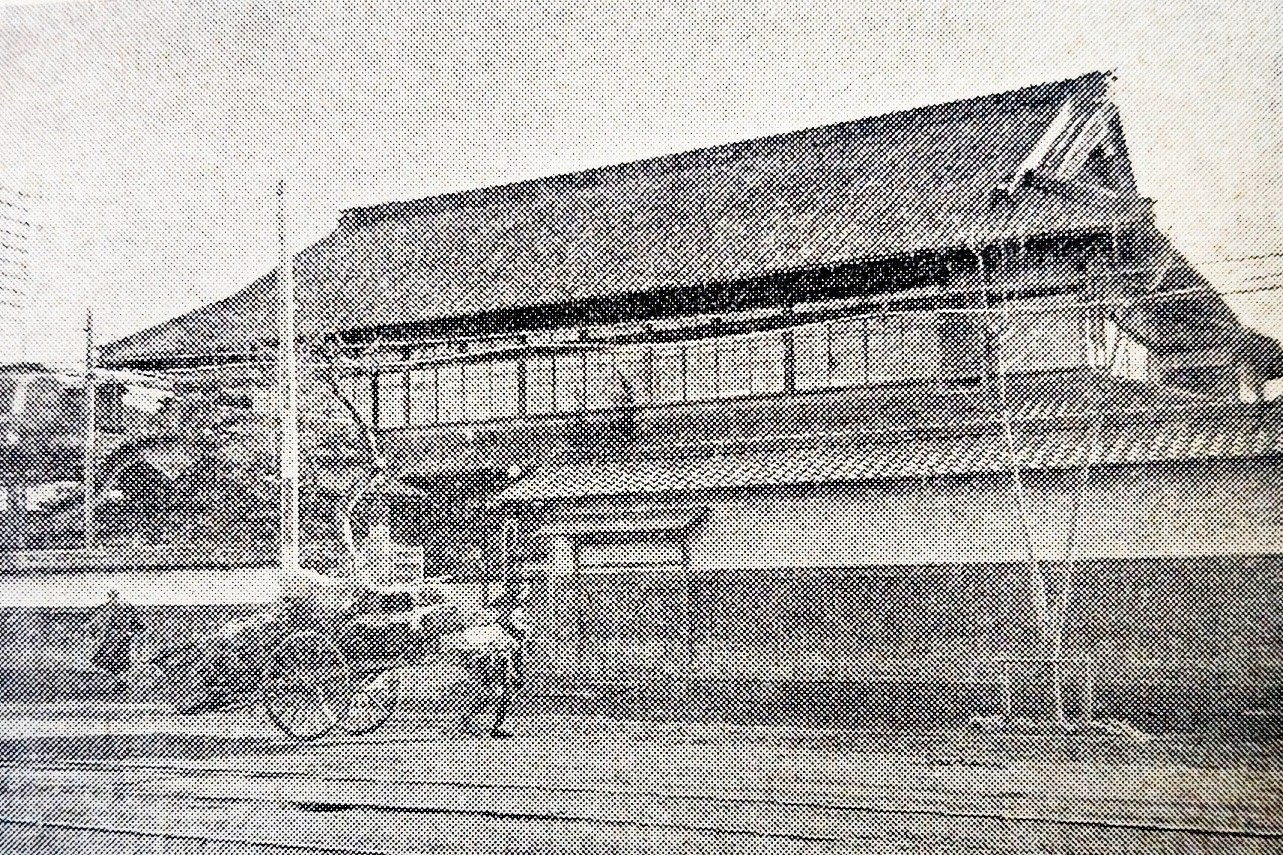
名古屋商法会議所時代

1881年（明治14年）には名古屋商法会議所（現・名古屋商工会議所）が創立され、1890年（明治23年）には商業会議所条例に基づいて名古屋商業会議所に設立された。商業会議所の事務所は何度も移転していたが、1895年（明治28年）7月には名古屋市栄町7丁目で新事務所を着工し、1896年（明治29年）1月に落成、2月1日に業務を開始した。施工は清水満之助。総経費は1万8900円10円2銭。清水満之助の他には伊藤平左衛門も候補に挙がっていた。
名古屋商業会議所は本館、議事堂、附属建物からなっていた。和風建築の本館は木造2階建、135坪であり、洋風建築の議事堂は木造平屋建、139坪だった。2階には10間半×6間で129畳分の集会所があった。
1920年（大正9年）には名古屋商業会議所が名古屋市大池町に土地を購入し、1922年（大正11年）2月には栄町から本館を移築した。この際に議事堂は一宮商業会議所に売却されている。大池町に移築したとはいえ、1921年（大正10年）2月の改築委員会では純和風建築の本館は時代にそぐわないとする意見が出ており、鉄筋コンクリート造の事務所の建設が計画された。鈴木禎次の設計、志水組（志水正太郎）の施工によって1937年（昭和12年）10月5日に竣工し、旧事務所から移転した。

### 建中寺への移築後

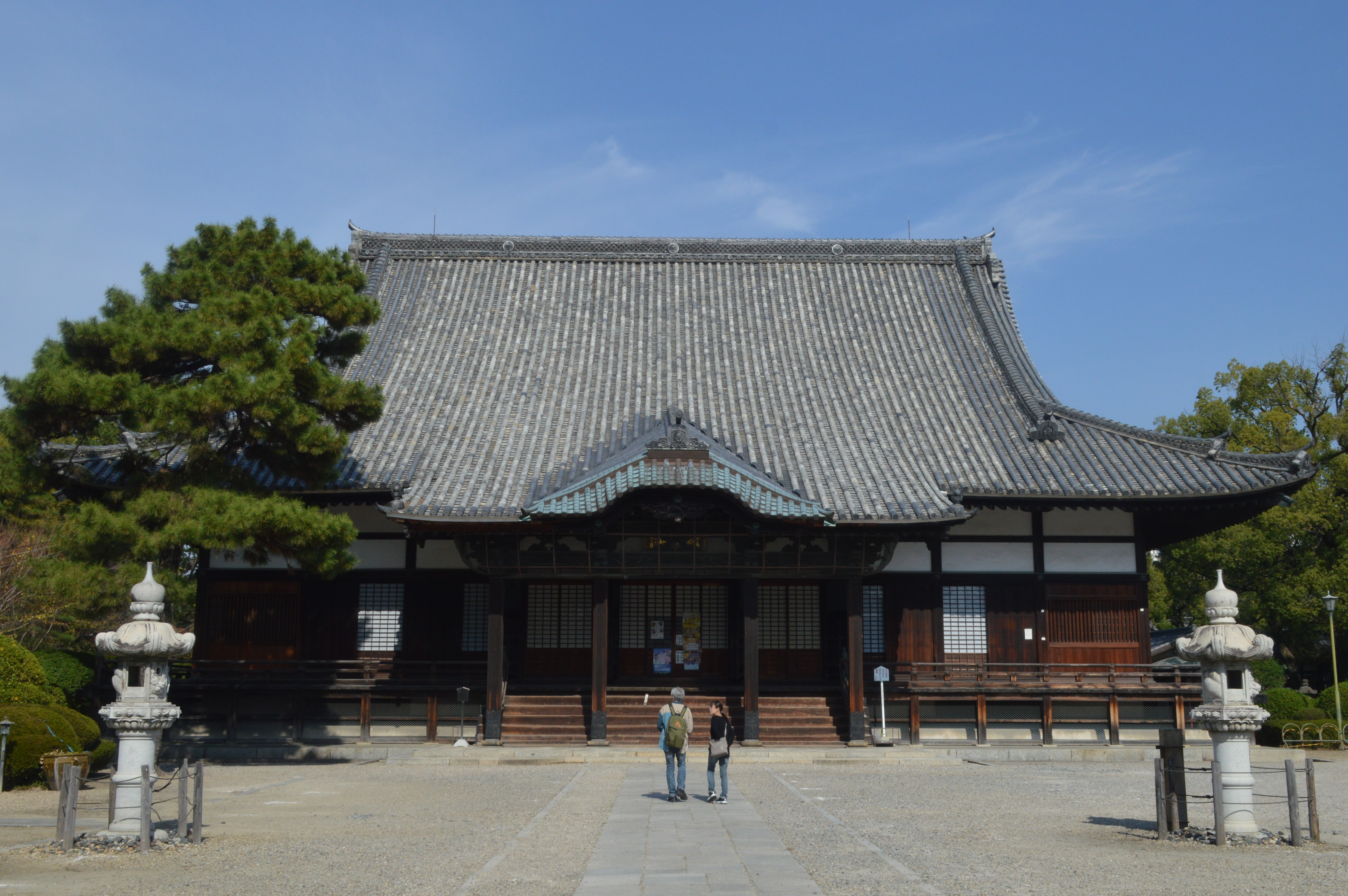
建中寺本堂

名古屋市東区筒井にある建中寺は尾張徳川家の菩提寺である。1934年（昭和9年）6月に和風建築の名古屋商業会議所本館が解体されると、建中寺が購入して境内に移築した。建中寺の山号から徳興殿と名付けられた。当時の建中寺住職は仏教学者でもあった椎尾弁匡であり、参議院議員でもあったことで財界人との交友関係も深かった。
なお、1936年（昭和11年）頃には建中寺にあった四脚門と薬医門が他所に移築されている。太平洋戦争末期には名古屋大空襲によって名古屋市街地の大部分が焼失したが、建中寺は空襲による戦火を免れた。
徳興殿には500人を収容できる大広間があることから、大法要、講習会などに用いられている。1991年（平成3年）には老朽化に伴う修理工事が行われた。

### 近年の動向
2000年（平成12年）4月28日、登録有形文化財に登録された。2014年（平成26年）10月には、愛知登文会によって登録有形文化財の特別公開（後の「あいたて博」）が初めて行われたが、この際には建中寺徳興殿も特別公開を実施した。名古屋市などが主催するやっとかめ文化祭にも参加しており、2018年（平成30年）11月10日には柳家花緑の落語と節談説教を聞く講座が行われた。

## 建築
木造2階建、入母屋造、桟瓦葺。桁行15間、梁間8間。
建中寺の敷地北東端、庫裏や寺務所の奥に建っている。1階には大小約10の部屋があり、法要や講習会などに用いられている。2階には500人を収容できる大広間があり、格天井の天井板ひとつひとつに葵御紋が描かれている。